# الإدوميون

حدود مملكة إدوم في القرن التاسع ق.م باللون الأصفر

الإدوميون  هم قبائل بدوية كانت تقطن في جنوب الأردن وتمتد في صحراء النقب في منطقة جنوب البحر الميت تحديداً وقد أقاموا مملكةً عُرِفت باسم إدوم عاصمتها بصيرا ترجع إلى القرن الـ20 ق.م غير أن إزدهارها كان بين القرن الـ13 قبل الميلاد إلى القرن الـ11 قبل الميلاد، ووِفقاً للمصادر اليهودية ادوم هو عيسو ابن اسحاق بن إبراهيم وشقيقه التوأم هو يعقوب.

## التاريخ
تذكر المصادر اليهودية أن الإدوميون قبائل بدوية من سيناء وأن حدودهم تبدأ من أيلة وتنتهي عند وادي الحسا وأن هذا الوادي هو الحد الفاصل بينهم وبين المؤابيين، استخدم الملوك الآشوريون قبائل الإدوميون في إخماد الثورات المناوئة لهم في هذه المنطقة. وبعد الغزو البابلي على مملكة يهوذا 586ق.م استوطن الإدوميون في جنوب الخليل في موقع سوسيا وموقع ادوما، وبدءاً من القرن الثاني ق.م احتل النبط بعض مدنهم كالبتراء.

## اللغة
اللغة الادومية هي لغة سامية منقرضة وهي لغة قريبة من الكنعانية والعبرية والعربية.

## مدن إدوم

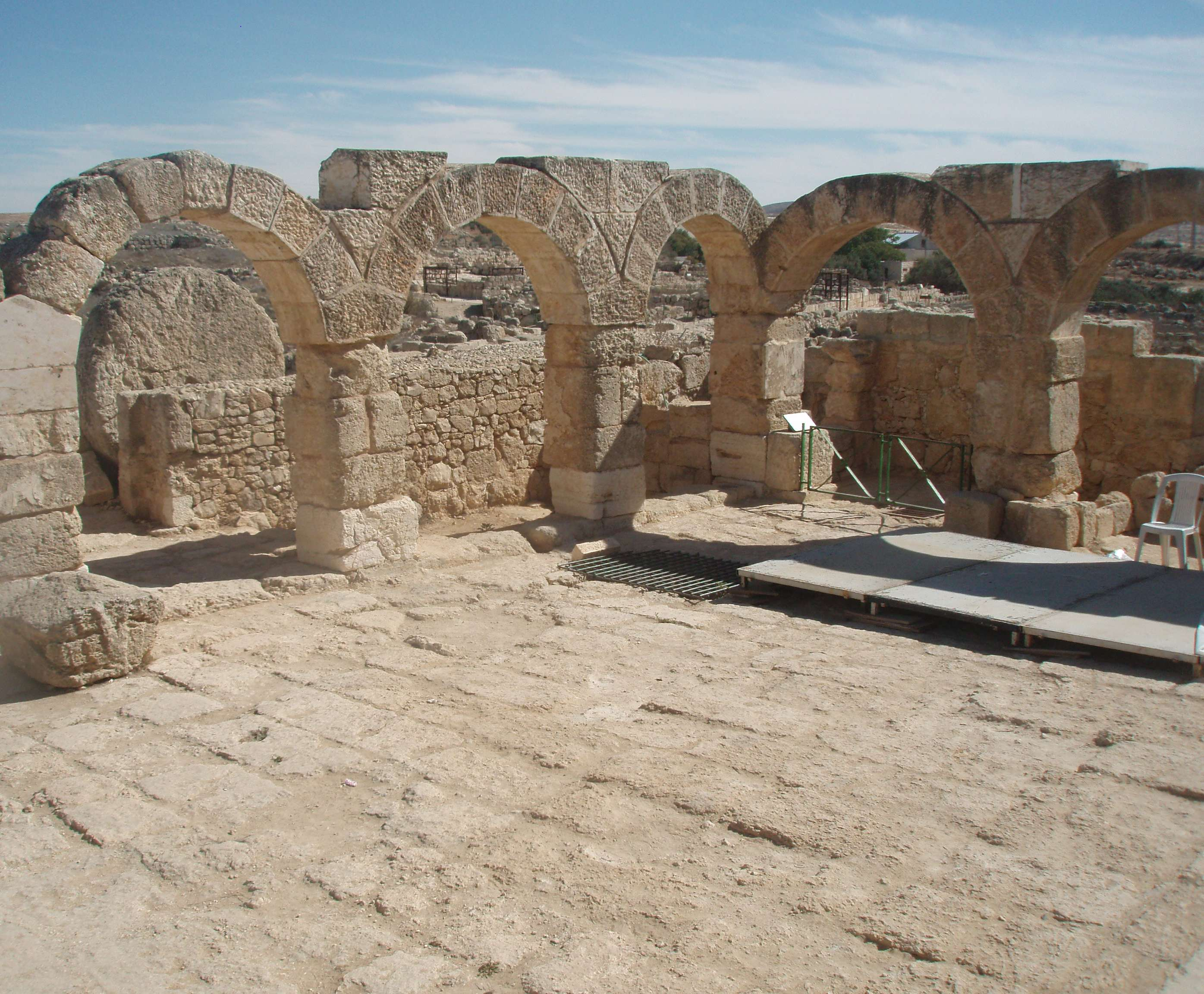
مبنى في المدينة الاثرية سوسيا

- بصيرا  في محافظة الطفيلة وهي عاصمتهم
- سعير وفيها قبر عيصو أبو الادوميين
- سلع أو سالع (البتراء) قبل أن يستولي النبط عليها
- عصيون
- عارد
- سوسيا (16 كم شمال عراد)
- إيلة
- أسدود